# Web of Science
Web of Science (precedentemente noto come Web of Knowledge) è un servizio di indicizzazione di citazioni scientifiche basato su abbonamento online. Fornisce l'accesso a più database che fanno riferimento alla ricerca interdisciplinare, che consente l'esplorazione approfondita di sottosettori specializzati nell'ambito di una disciplina accademica o scientifica.
Originariamente prodotto dall'Institute for Scientific Information (ISI), è gestito da Clarivate Analytics (precedentemente la proprietà intellettuale e scientifica era di Thomson Reuters), che fornisce una ricerca completa delle citazioni.

## Background e storia
Un indice di citazioni si basa sul fatto che le citazioni nella scienza servono come collegamenti tra elementi di ricerca simili e portano alla corrispondenza o alla letteratura scientifica correlata, come articoli di riviste, atti di conferenze, abstract, ecc. Inoltre la letteratura che mostra il maggiore impatto in un particolare campo, o più di una disciplina, può essere facilmente individuata attraverso un indice di citazione. Ad esempio, l'influenza di un articolo può essere determinata collegandosi a tutti i documenti che lo hanno citato. In questo modo, è possibile valutare le tendenze attuali, i modelli e i campi di ricerca emergenti. Eugene Garfield, il "padre dell'indicizzazione delle citazioni nella letteratura accademica", che ha lanciato il Science Citation Index(SCI), che a sua volta ha portato al Web of Science, scritto:
Le citazioni sono i collegamenti formali ed espliciti tra articoli che hanno particolari punti in comune. Un indice delle citazioni è costruito attorno a questi collegamenti. Elenca le pubblicazioni che sono state citate e identifica le fonti delle citazioni. Chiunque effettui una ricerca bibliografica può trovare da uno a dozzine di documenti aggiuntivi su un argomento solo conoscendone uno che è stato citato. E ogni carta che viene trovata fornisce un elenco di nuove citazioni con cui continuare la ricerca. La semplicità dell'indicizzazione delle citazioni è uno dei suoi principali punti di forza. 

### Ricerca e analisi

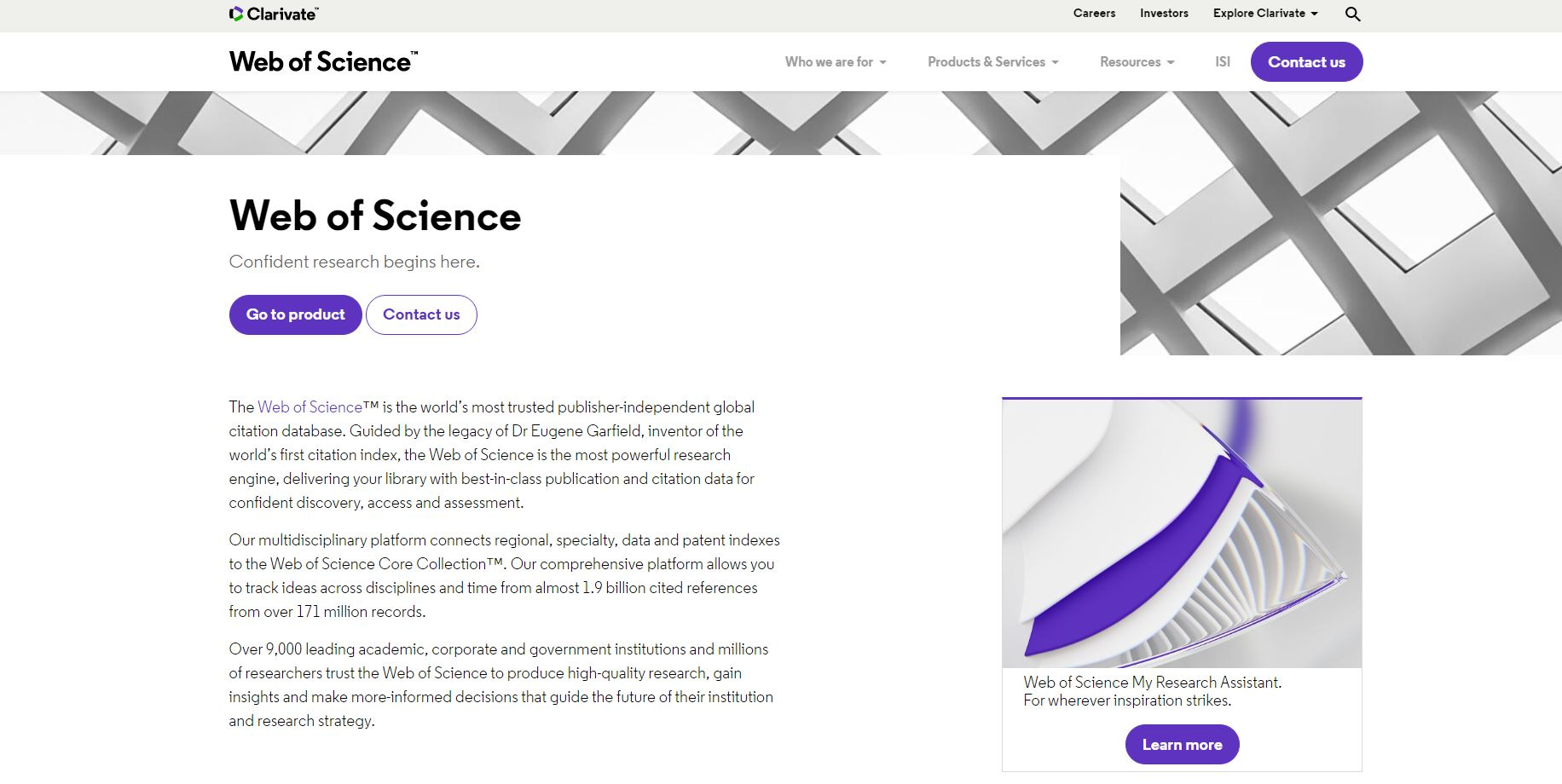
Homepage di Web of Science nel 2021

Web of Science è descritto come uno strumento di ricerca unificante che consente all'utente di acquisire, analizzare e diffondere le informazioni del database in modo tempestivo. Ciò si ottiene grazie alla creazione di un vocabolario comune, chiamato ontologia, per vari termini di ricerca e vari dati. Inoltre, i termini di ricerca generano informazioni correlate tra le categorie.
Il contenuto accettabile per Web of Science è determinato da un processo di valutazione e selezione basato sui seguenti criteri: impatto, influenza, tempestività, revisione tra pari e rappresentazione geografica.
Web of Science utilizza varie funzionalità di ricerca e analisi. In primo luogo, viene utilizzata l'indicizzazione delle citazioni, che è potenziata dalla capacità di cercare risultati tra le discipline. L'influenza, l'impatto, la storia e la metodologia di un'idea possono essere seguiti dalla sua prima istanza, avviso o riferimento fino ai giorni nostri. Questa tecnologia indica una carenza del metodo di ricerca basato sulla sola parola chiave.
In secondo luogo, diventano evidenti tendenze e modelli sottili rilevanti per la letteratura o la ricerca di interesse. Le tendenze generali indicano argomenti significativi della giornata, nonché la storia rilevante sia per il lavoro in corso, sia per particolari aree di studio.
Inoltre le tendenze possono essere rappresentate graficamente.

## Copertura
Ampliando la copertura di Web of Science, nel novembre 2009 Thomson Reuters ha introdotto Century of Social Sciences. Questo servizio contiene file che fanno risalire la ricerca in scienze sociali all'inizio del XX secolo, e Web of Science ha una copertura di indicizzazione dall'anno 1900 al 2010. Al 24 febbraio 2017, la copertura multidisciplinare del Web of Science comprende 12.000 riviste ad alto impatto e 160.000 atti di conferenze. La selezione viene effettuata sulla base di valutazioni d'impatto e comprende riviste ad accesso aperto, che abbracciano più discipline accademiche. La copertura include: le scienze, le scienze sociali, le arti e le discipline umanistiche e attraversa le discipline. Tuttavia, Web of Science non indicizza tutte le riviste.
Esiste una correlazione significativa e positiva tra Impact Factor e CiteScore. Tuttavia, un'analisi di Elsevier, che ha creato la metrica di valutazione della rivista CiteScore, ha identificato 216 riviste di 70 editori come tra i primi 10 per cento delle riviste più citate nella loro categoria tematica sulla base del CiteScore mentre non avevano un fattore di impatto. Sembra che Impact Factor non fornisca una copertura completa e imparziale delle riviste di alta qualità. Risultati simili possono essere osservati confrontando Impact Factor con SCImago Journal Rank.
Inoltre, al 3 settembre 2014, il conteggio totale dei file del Web of Science era di 90 milioni di record, che includevano oltre un miliardo di riferimenti citati. Questo servizio di citazioni indicizza in media circa 65 milioni di articoli all'anno ed è descritto come il più grande database di citazioni accessibile.
I titoli delle pubblicazioni in lingua straniera sono tradotti in inglese e quindi non possono essere trovati tramite ricerche nella lingua originale.
Nel 2018 Web of Science ha iniziato a incorporare informazioni parziali sullo stato di accesso aperto delle opere, utilizzando i dati di Unpaywall.

## Database di citazioni
La Web of Science Core Collection è composta da sei database online:
- Science Citation Index Expanded copre più di 8.500 riviste degne di nota che comprendono 150 discipline. La copertura va dall'anno 1900 ai giorni nostri.
- L'indice di citazione delle scienze sociali copre più di 3.000 riviste nelle discipline delle scienze sociali. La gamma di copertura va dall'anno 1900 ai giorni nostri.
- Arts & Humanities Citation Index copre più di 1.700 riviste di arti e scienze umanistiche a partire dal 1975. Inoltre, sono trattate anche 250 importanti riviste scientifiche e di scienze sociali.
- Emerging Sources Citation Index copre oltre 5.000 riviste di scienze, scienze sociali e umanistiche.
- Book Citation Index copre oltre 60.000 libri selezionati in modo editoriale a partire dal 2005.
- Conference Proceedings Citation Index (CPCI) copre più di 160.000 titoli di conferenze nelle scienze a partire dal 1990 ad oggi

### Database regionali
Dal 2008, il Web of Science ospita una serie di indici di citazioni regionali:
- Il database delle citazioni scientifiche cinesi, prodotto in collaborazione con l'Accademia cinese delle scienze, è stato il primo in una lingua diversa dall'inglese[19];
- SciELO Citation Index, istituito nel 2013, che copre Brasile, Spagna, Portogallo, Caraibi e Sud Africa e più di 12 paesi dell'America Latina[20];
- Korea Citation Index (KCI) nel 2014, con aggiornamenti dalla South Korean National Research Foundation[21];
- Indice delle citazioni scientifiche russe nel 2015[22];
- Indice di citazione regionale arabo (ARCI) nel 2020.

### Contenuti
I sette indici di citazione sopra elencati contengono riferimenti che sono stati citati da altri articoli. Si possono usarli per intraprendere una ricerca di riferimenti citati, cioè individuare articoli che citano una pubblicazione precedente o corrente. È possibile cercare database di citazioni per argomento, autore, titolo della fonte e posizione. Due database di chimica, Index Chemicus e Current Chemical Reactions consentono la creazione di disegni di strutture, consentendo così agli utenti di individuare composti e reazioni chimiche.

### Astrazione e indicizzazione
Vengono indicizzati i seguenti tipi di letteratura: libri accademici, riviste peer reviewed, articoli di ricerca originali, recensioni, editoriali, cronologie, abstract e altri articoli. Le discipline incluse in questo indice sono:
- agricoltura
- scienze biologiche
- ingegneria
- scienze mediche e della vita
- scienze fisiche e chimiche
- antropologia
- diritto
- scienze bibliotecarie
- architettura
- danza
- musica
- film e teatro
- sette database di citazioni comprendono la copertura delle discipline di cui sopra

## Limitazioni nell'uso dell'analisi delle citazioni
Come con altri approcci scientifici, scientometrici e bibliometrici hanno i loro limiti. Nel 2010, una critica è stata espressa indicando alcune carenze del processo di calcolo del fattore di impatto della rivista (JIF), basato su Thomson Reuters Web of Science, come ad esempio: le distribuzioni delle citazioni delle riviste di solito sono fortemente distorte verso le riviste consolidate; le proprietà del fattore di impatto della rivista sono specifiche del campo e possono essere facilmente manipolate dagli editori o anche modificando le politiche editoriali; questo rende l'intero processo essenzialmente non trasparente.
Per quanto riguarda le metriche delle riviste più oggettive, è sempre più diffusa l'opinione che per una maggiore precisione debba essere integrata con metriche a livello di articolo e revisione tra pari. Thomson Reuters ha risposto alle critiche in termini generali affermando che "nessuna metrica può cogliere appieno i complessi contributi che gli studiosi danno alle loro discipline, e molte forme di risultati accademici dovrebbero essere prese in considerazione".